# Château de la Gaubertie
Le château de la Gaubertie est un château français implanté sur la commune de Saint-Martin-des-Combes dans le département de la Dordogne, en région Nouvelle-Aquitaine. Il a été bâti au XVe siècle et modifié aux XVIIe et XIXe siècles.

## Présentation

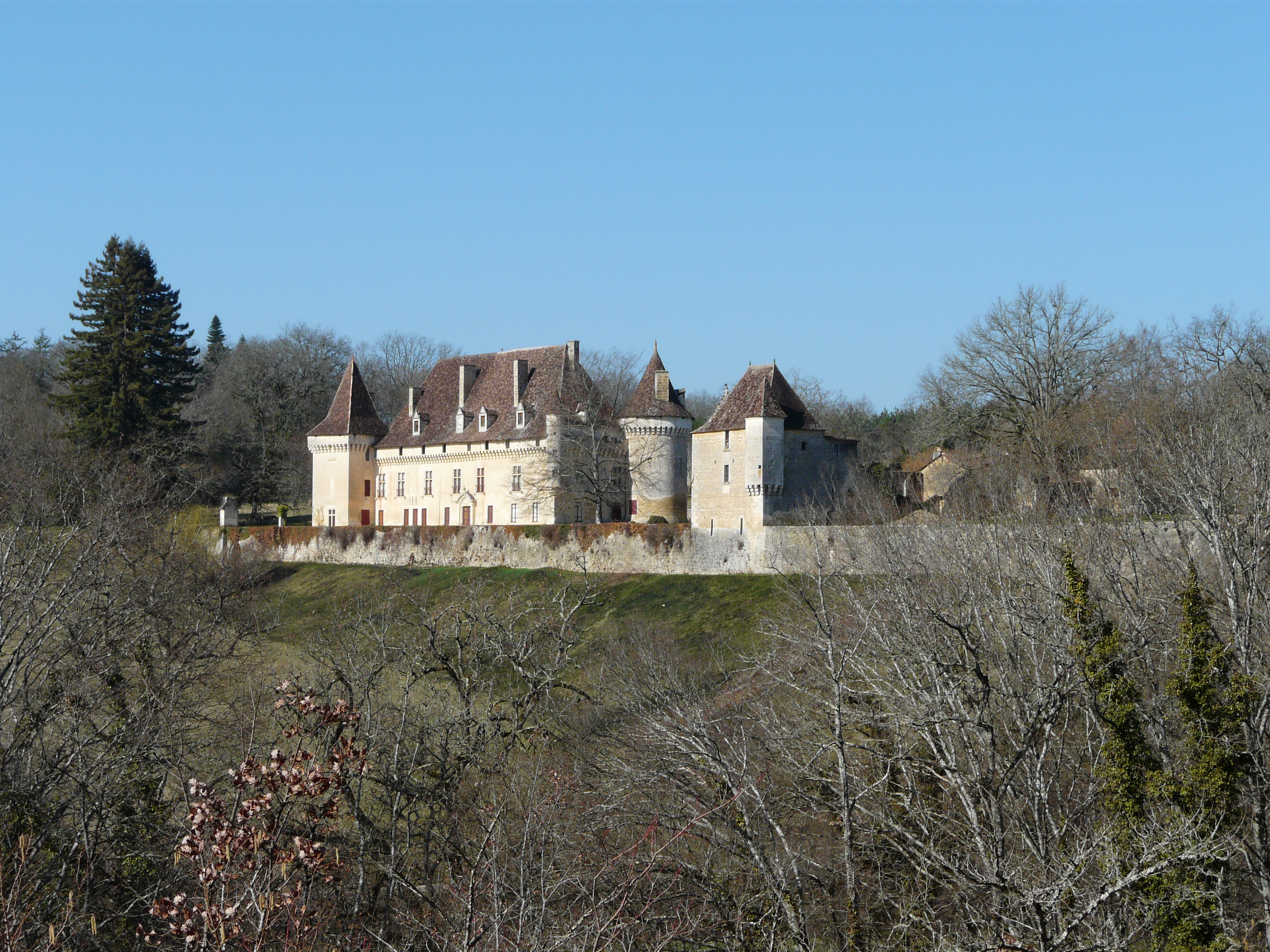
Le château dans son environnement.

Le château de la Gaubertie se situe en Périgord pourpre, au sud du département de la Dordogne, 500 mètres à l'ouest de la route départementale 21. Il est implanté en hauteur entre les villages de Clermont-de-Beauregard et Saint-Martin-des-Combes.
C'est une propriété privée.
Le château et sa chapelle sont inscrits au titre des monuments historiques le 29 novembre 1993.

## Historique
À l'origine, une maison forte du nom de la Borie, dépendante des seigneurs de Clermont était implantée face au château de Clermont, de l'autre côté du vallon irrigué par le ruisseau les Carbonnières, à quelques centaines de mètres de la route menant de Vergt à Bergerac.
C'est sur l'emplacement de cette ferme fortifiée qu'est bâti à la fin du XVe siècle le château de la Gaubertie.
Ayant eu à souffrir lors des guerres de Religion, il est restauré au XVIIe siècle et une chapelle lui est alors ajoutée. À la fin du XIXe siècle, les intérieurs et les communs sont rénovés.
Au XIXe siècle, Le château reçoit à plusieurs reprises la visite du philosophe Maine de Biran, ainsi que celle en 1913 de Charles de Foucauld, lors de son séjour de quelques mois en France.

## Architecture
Le château de la Gaubertie est formé d'un logis du XVIe siècle orienté du nord-est au sud-ouest. Il est encadré par trois tours, une carrée à l'angle sud et deux circulaires aux angles ouest et nord, l'angle oriental étant orné d'une tourelle. Le logis et les tours sont entourés de mâchicoulis.
Une trentaine de mètres à l'est du château, la chapelle présente une tourelle carrée et une lucarne gothique. D'importants bâtiments de communs lui sont attenants au nord.

## Galerie de photos

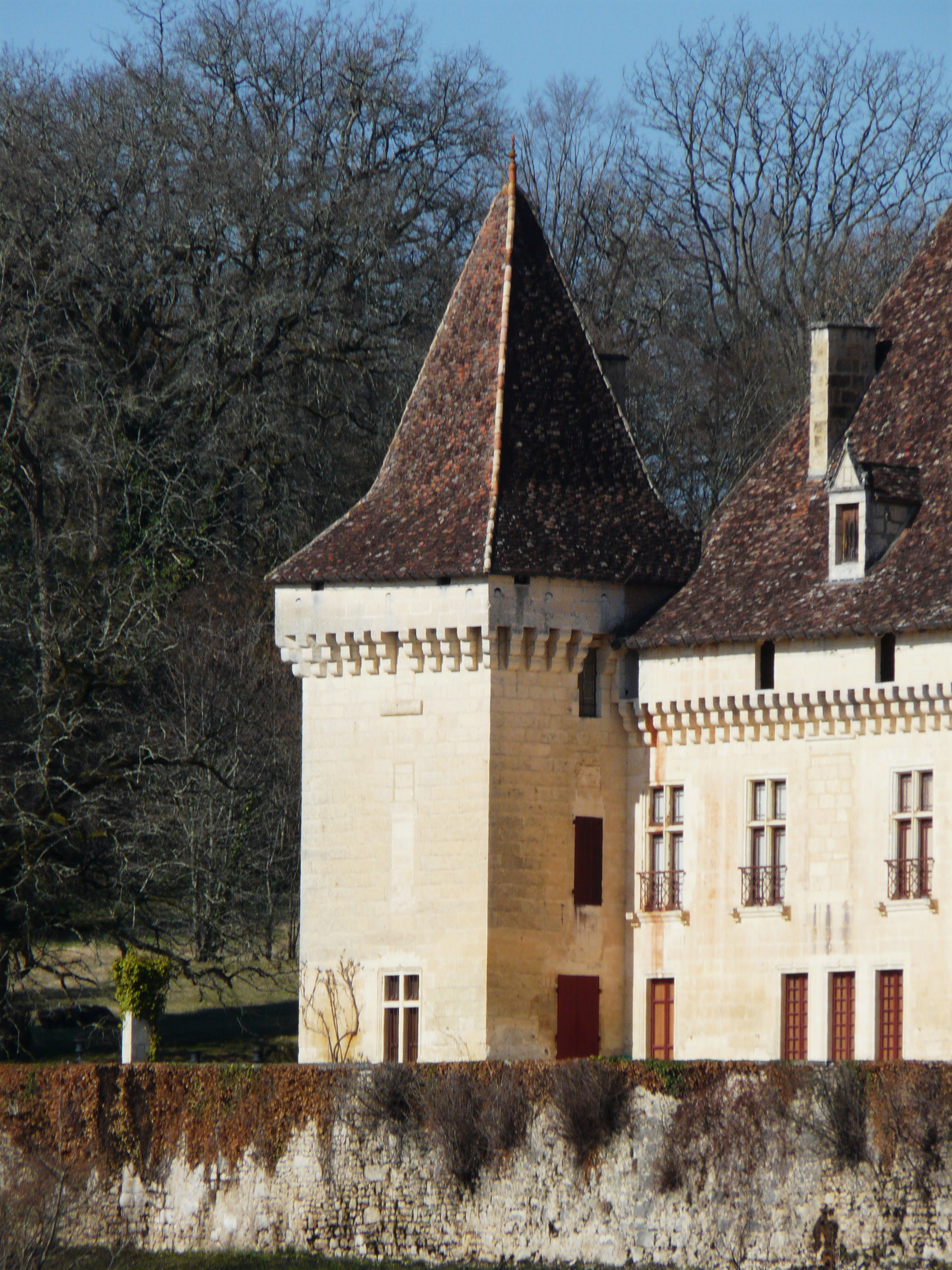
La tour sud.
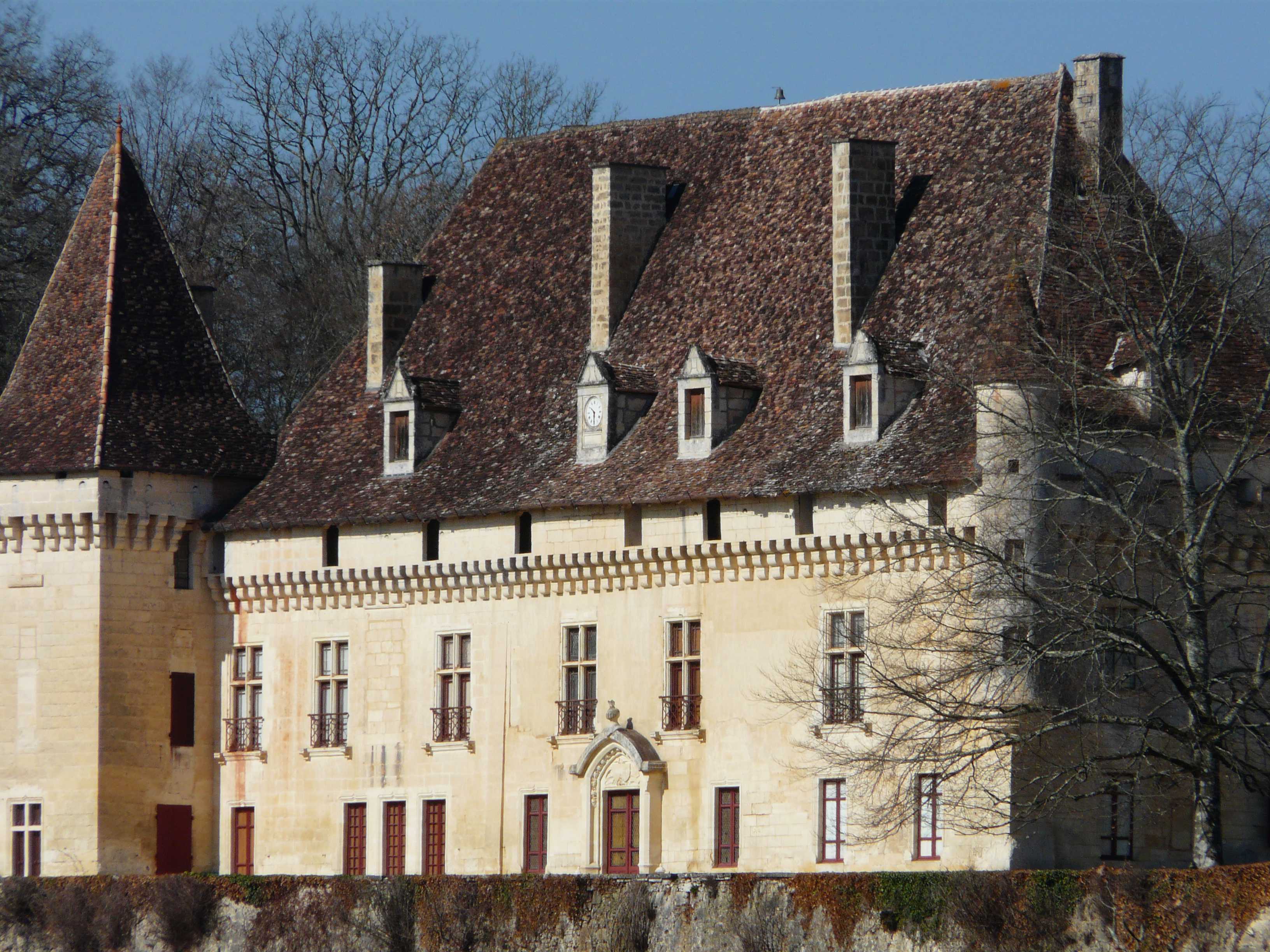
Le logis.
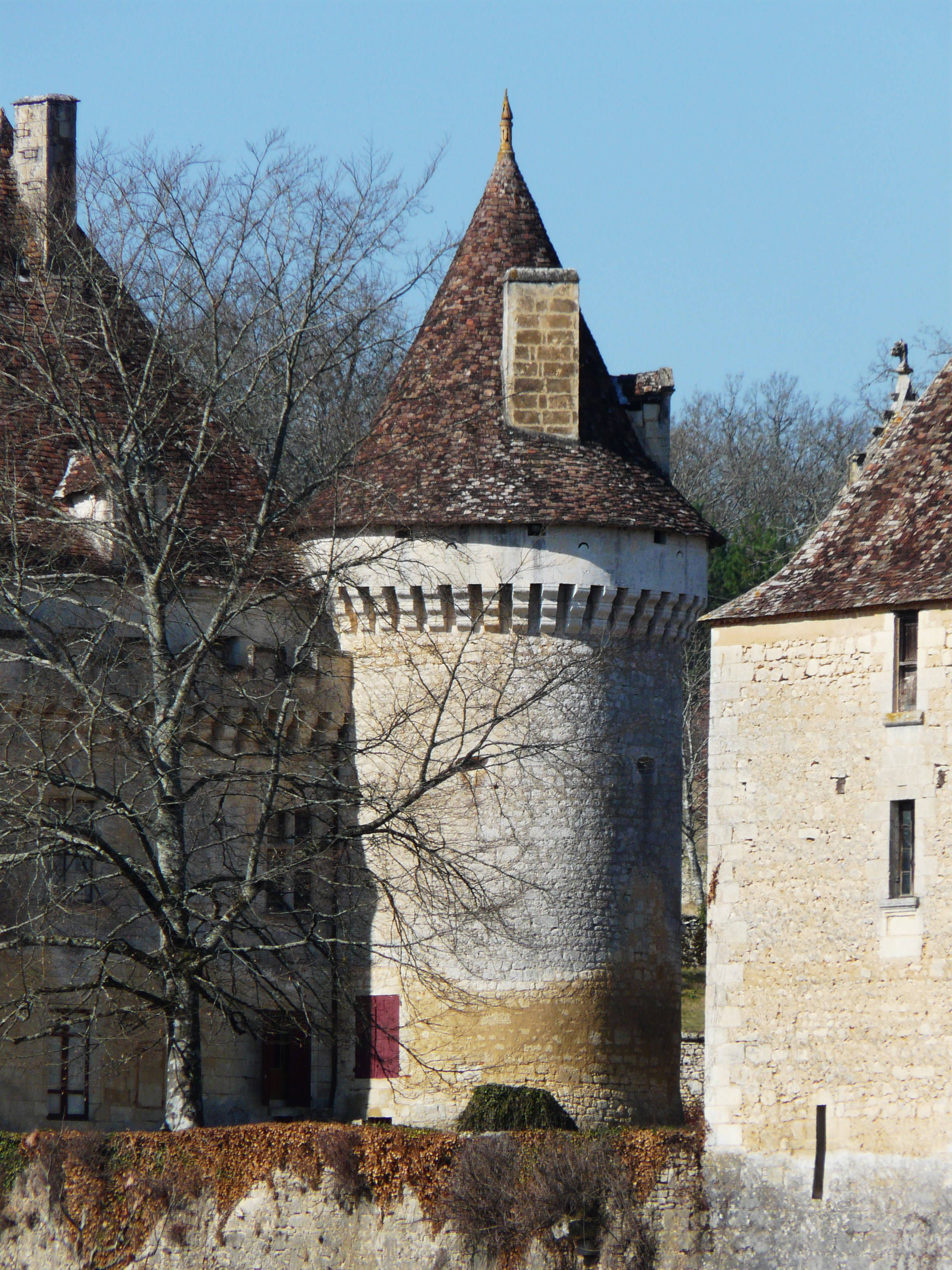
La tour nord.
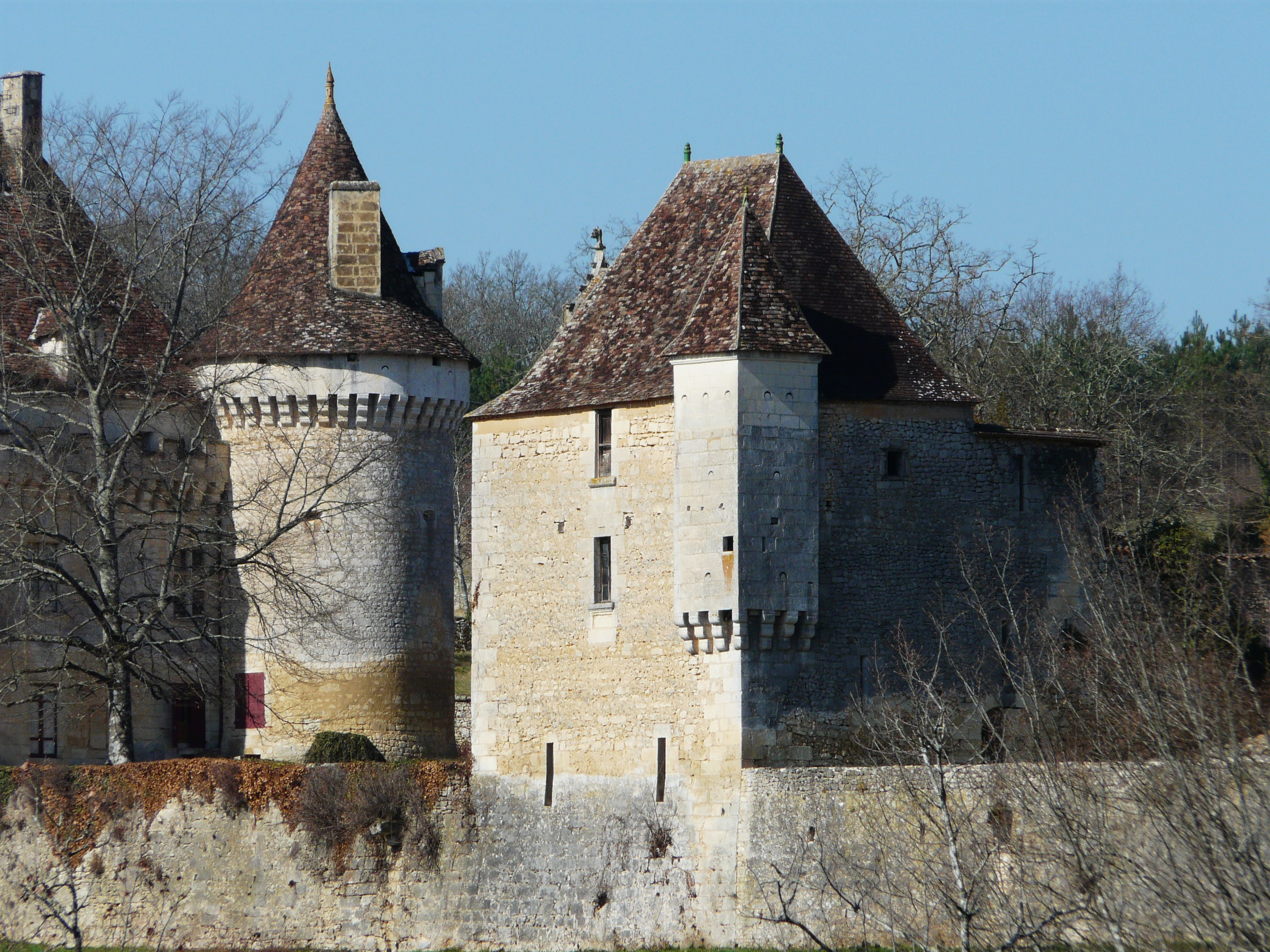
La tour nord et la chapelle.